# Oka (plodina)

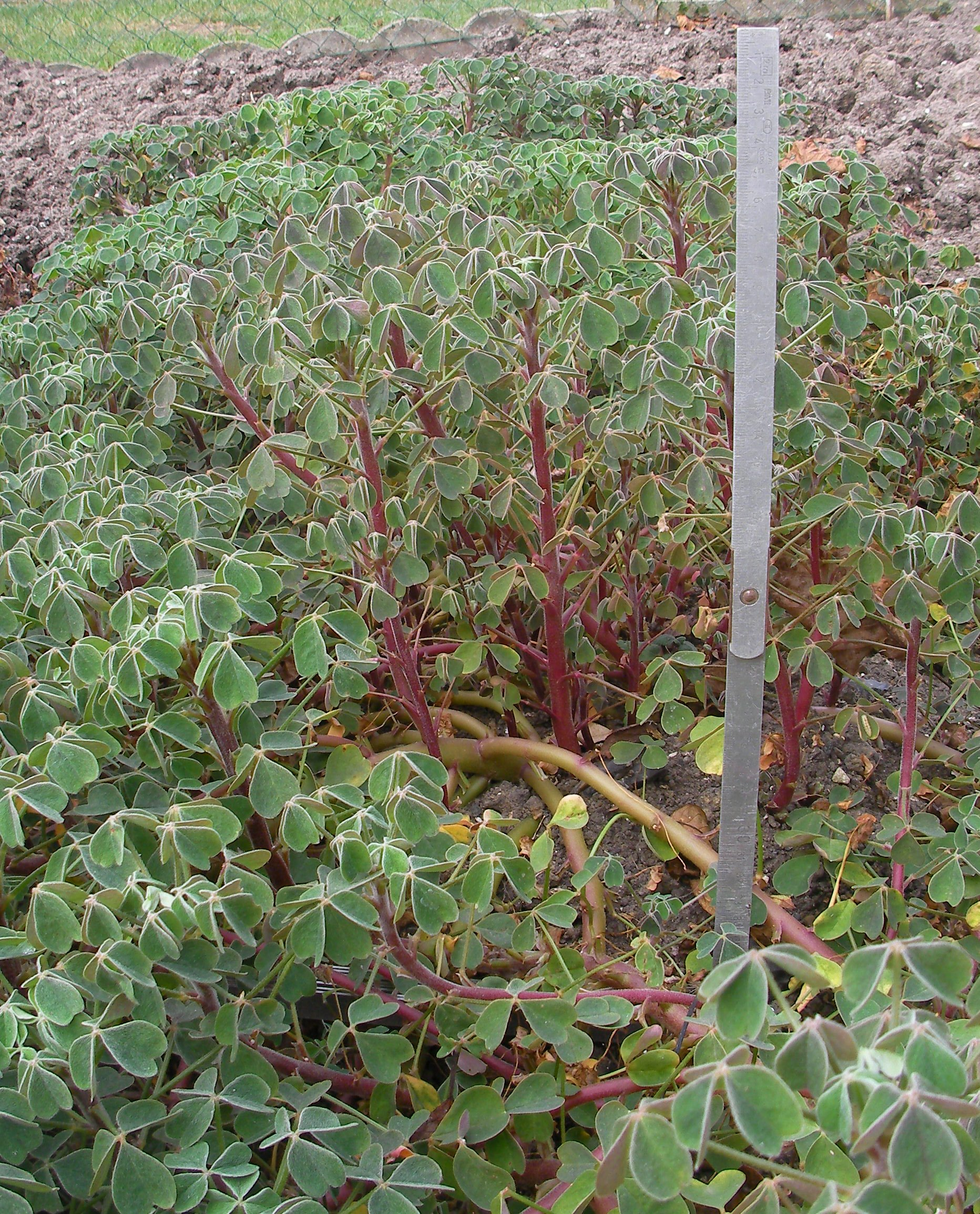
Oka (plodina)

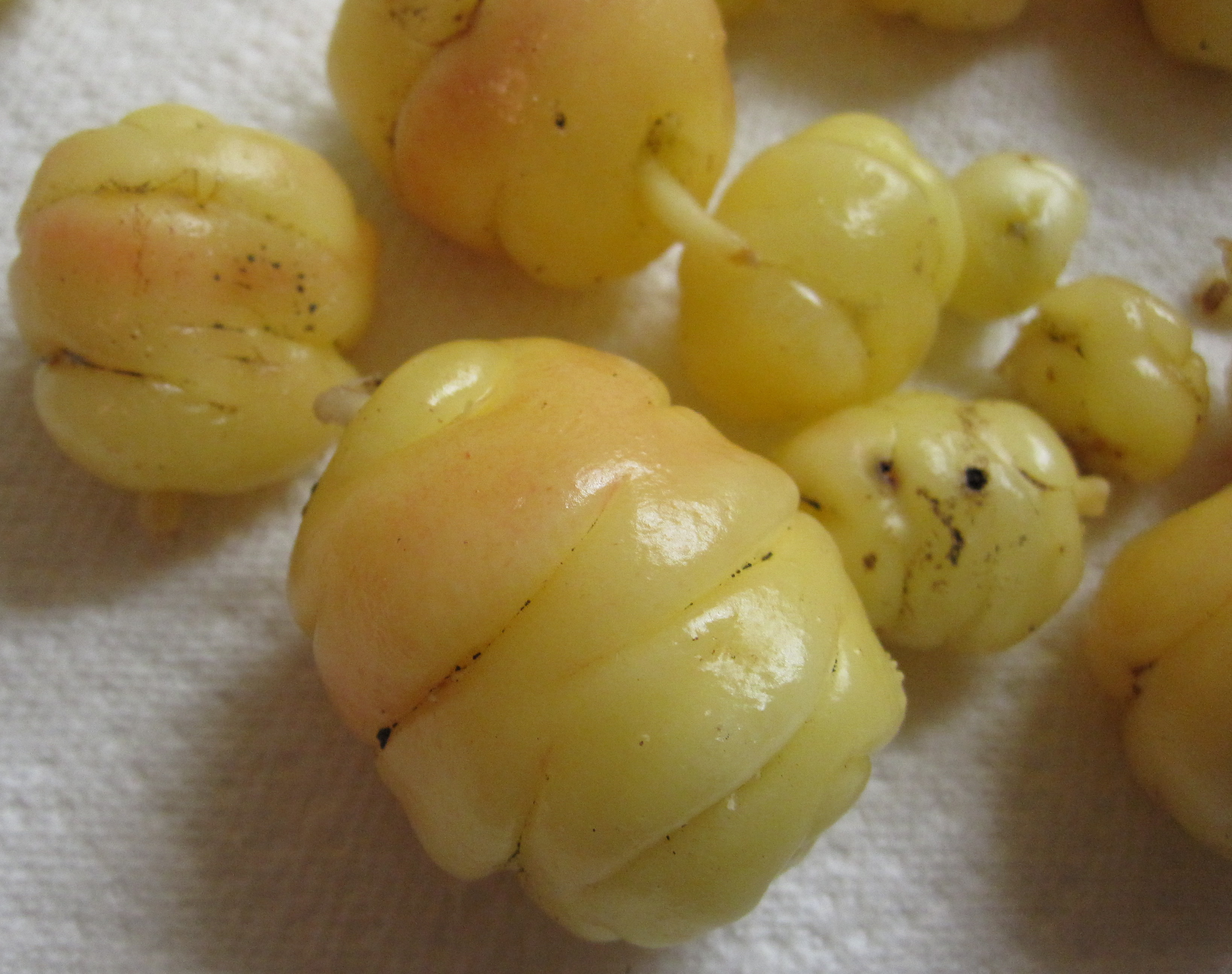
Hlízy Oky

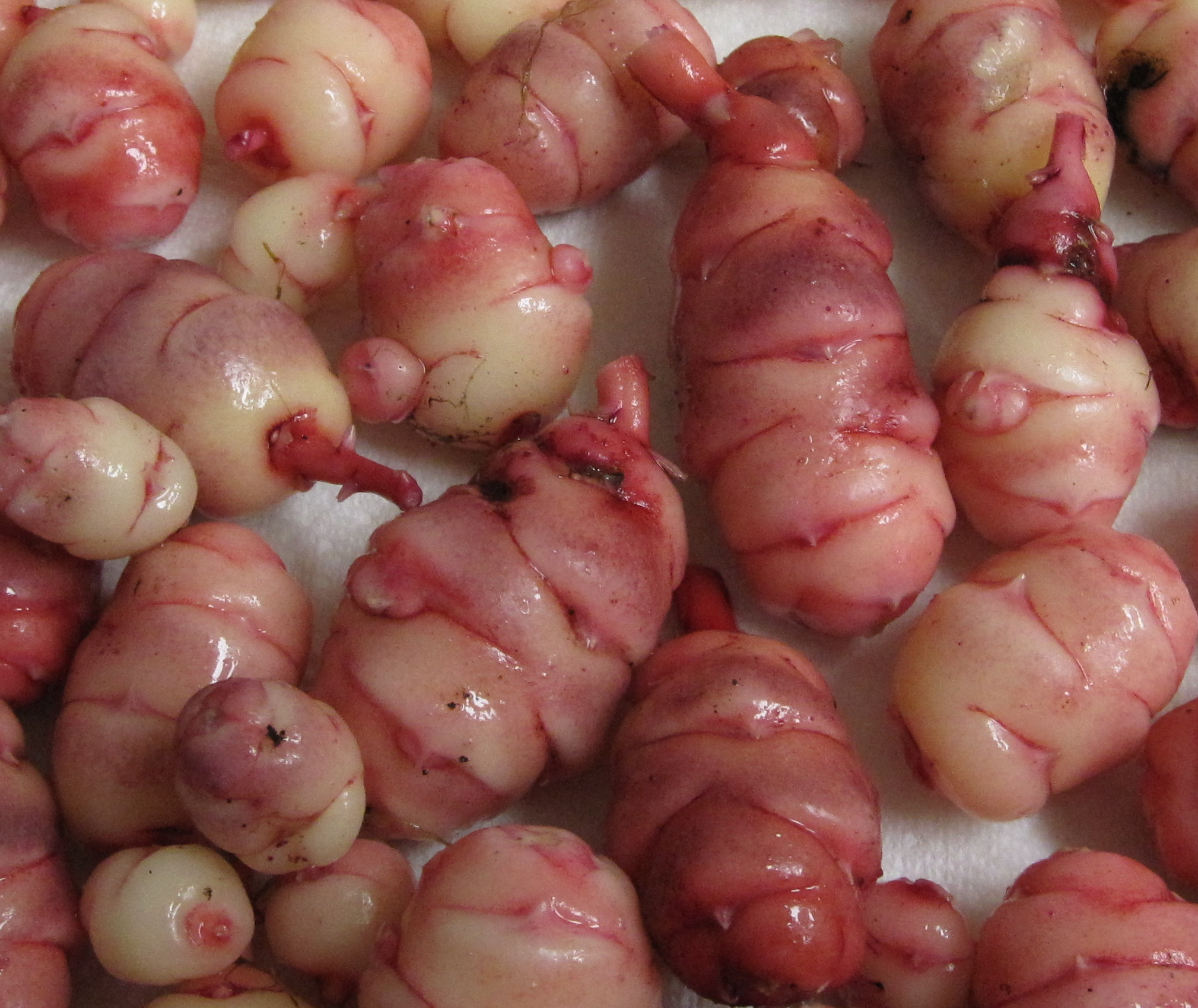
Hlízy Oky

Oka (latinsky Oxalis tuberosa; kečuánsky uqa) je bramborám podobná plodina rostoucí v Jižní Americe, konkrétně ve středních a jižních Andách od Venezuely po Argentinu. Jedná se o podzemní stonkové hlízy šťavele hlíznatého (Oxalis tuberosa).

## Popis plodiny
Hlízy obsahují 13 až 20 % škrobu a asi 1 % bílkovin. Pro vysoký obsah šťavelanů se nekonzumují ihned po sklizni, ale ponechávají se několik dní na slunci nebo se vaří. Oka je pěstována především jako kořenová zelenina, někdy se konzumují ale i její lístky a mladé výhonky. Do Evropy byla dovezena poprvé v roce 1830 jako konkurent brambor, na Nový Zéland roku 1860, kde se jim začalo říkat novozélandské jamy (New Zealand yam) a kde se staly běžnou plodinou. Pod názvem yam (jam) jsou známy i v Polynésii. Názvem jamy se však obvykle označují hlízy smldince (Dioscorea), případně batáty (sladké brambory, hlízy povijnice batátové). Oka je pěstována i v Mexiku.

## Význam
Indiáni v Andách využívají oku jako běžnou potravinu již tisíce let. V současnosti je to zde po bramborech druhá nejvýznamnější potravina. Z hlediska výživnosti je s bramborami srovnatelná. Hlízy se konzumují čerstvé, vařené, pečené či smažené.